# Ядыгерь
Ядыге́рь (тат. Ядегәр) — село в Кукморском районе Республики Татарстан, в составе Ядыгерьского сельского поселения.

## География
Село находится на реке Иныш, в 29 км к западу от районного центра, города Кукмора. Через село проходит автомобильная дорога регионального значения 16К-0996 «Шемордан — Кукмор».

## История
В «Списке населенных мест по сведениям 1859 года», изданном в 1866 году, населённый пункт упомянут как казённая деревня Ядыгерь 1-го стана Мамадышского уезда Казанской губернии. Располагалась при речке Кне, по левую сторону почтового тракта из Казани в Мамадыш, в 90 верстах от уездного города Мамадыша и в 20 верстах от становой квартиры во владельческом селе Кукмор (Таишевский Завод). В деревне в 130 дворах жили 1106 человек (557 мужчин и 549 женщин). Была мечеть.

## Экономика
Жители занимаются полеводством, молочным скотоводством и растениеводством, работают преимущественно в мега-ферме и ООО «Восток», крестьянских (фермерских) хозяйствах.

## Социальные объекты
В селе также действуют средняя школа, дом культуры, библиотека, детский сад, врачебная амбулатория.

## Религиозные объекты
Мечеть «Габдельхак» (с 1994 года), при мечети работает медресе «Фаиз» (с 2018 года).

## Галерея

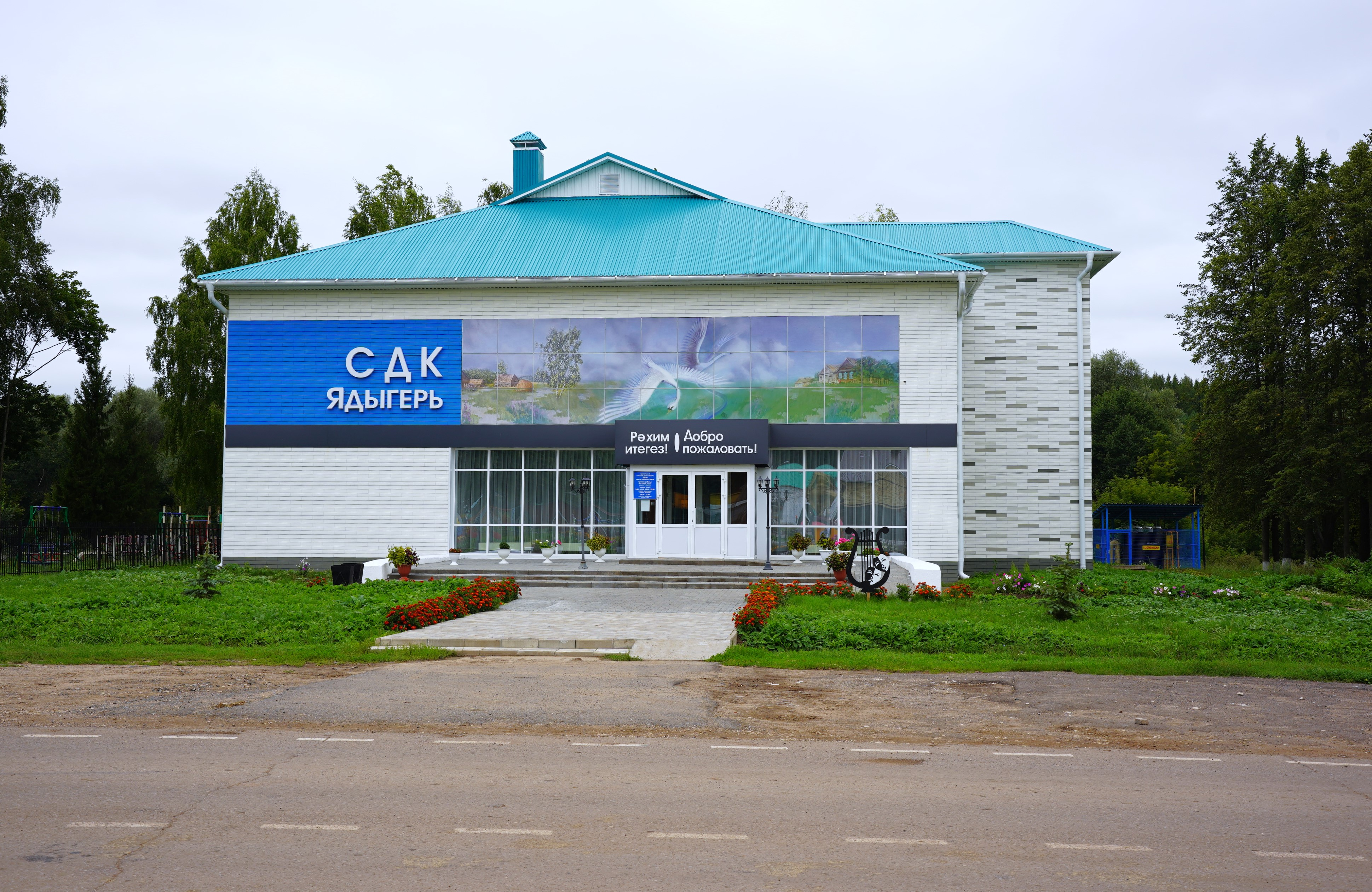
Сельский дом культуры
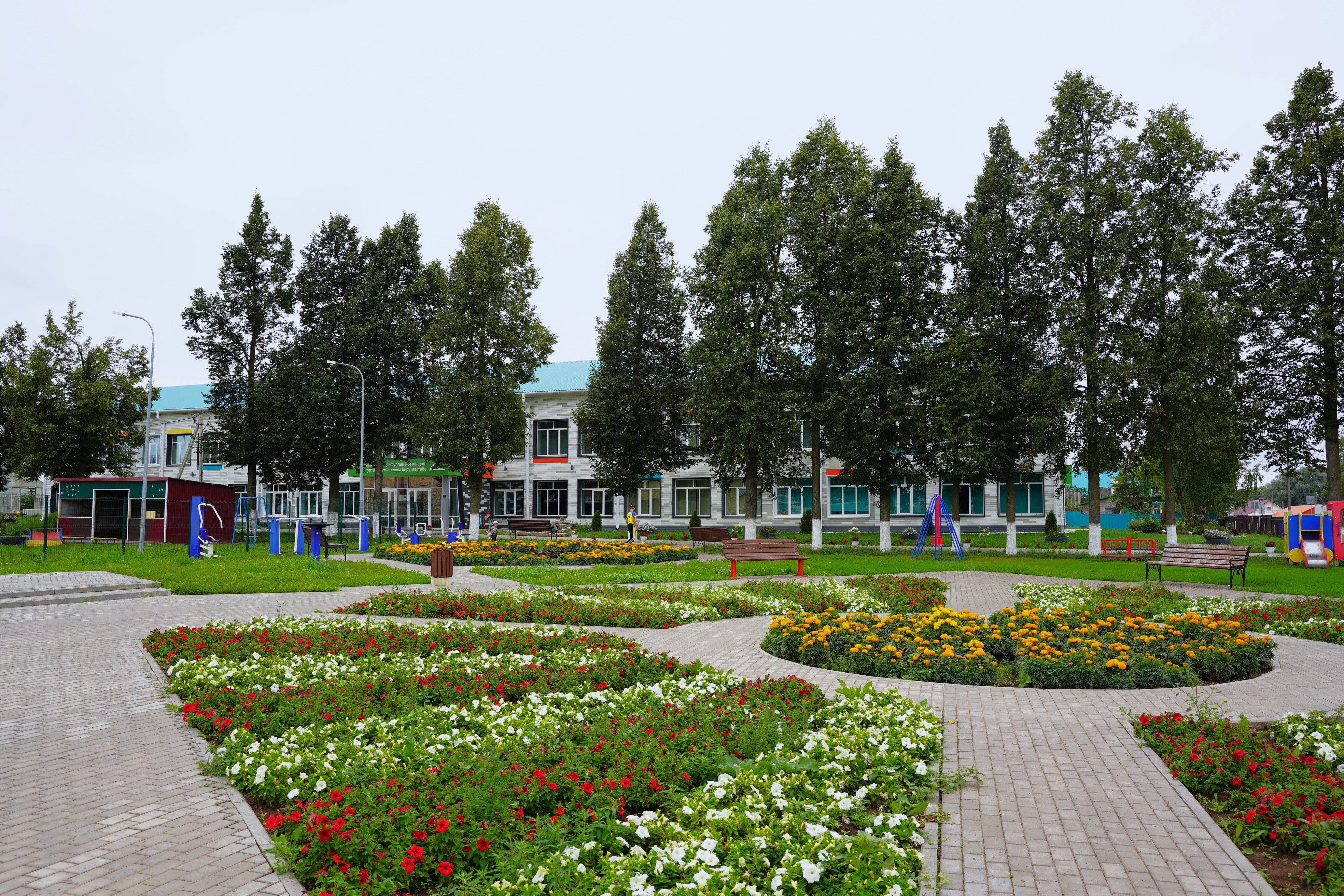
Средняя общеобразовательная школа
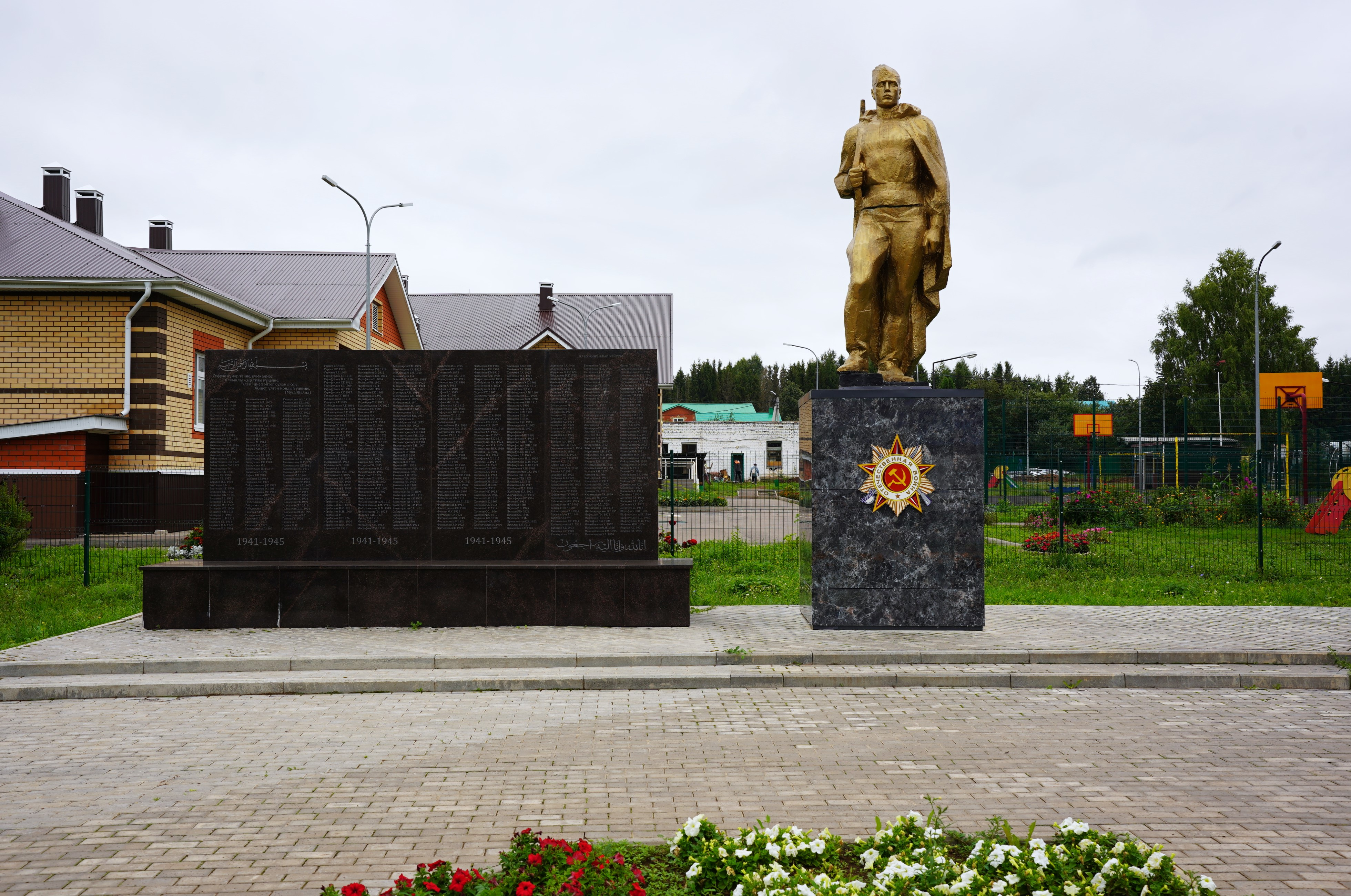
Памятник героям Великой Отечественой войны
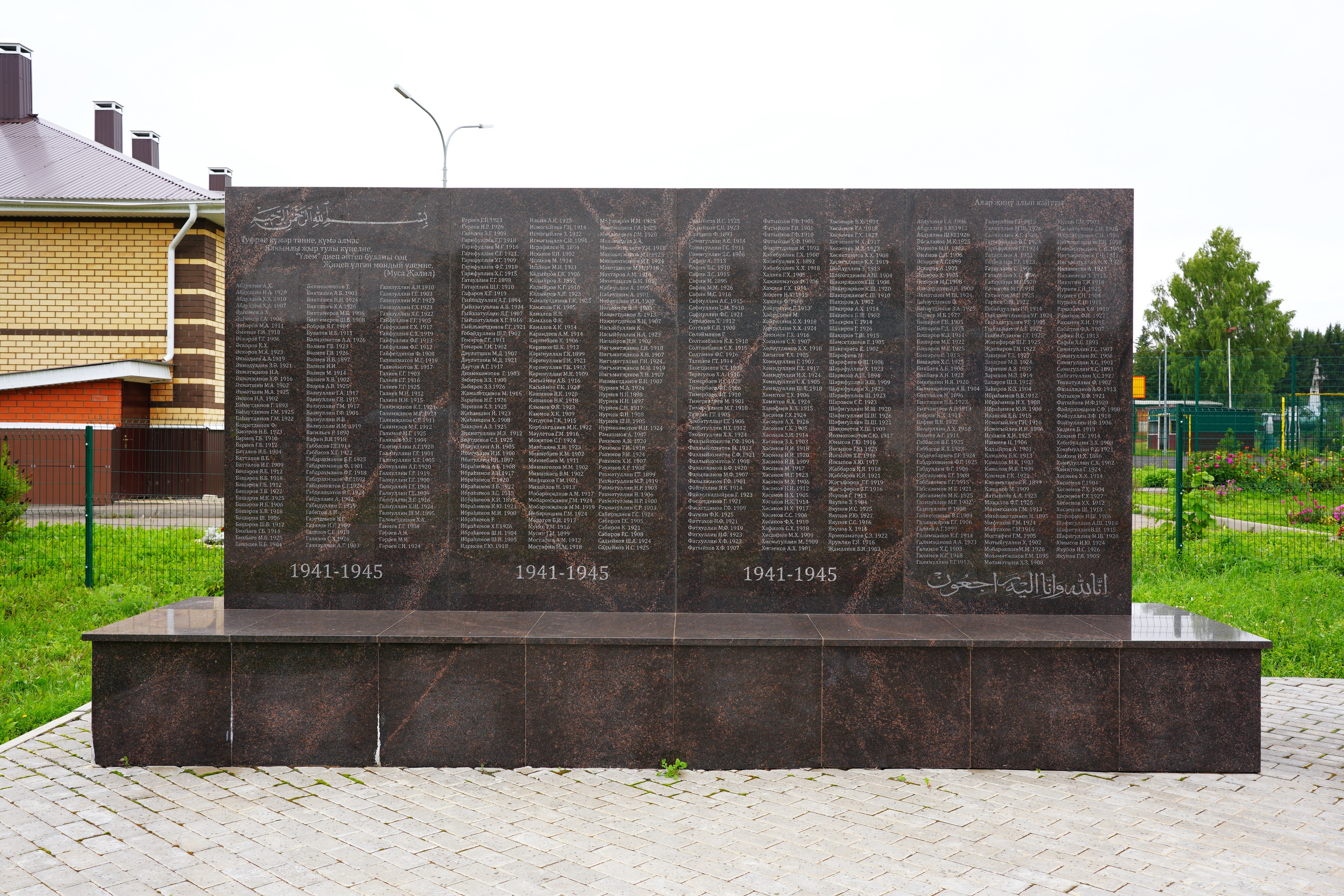
Памятник героям Великой Отечественой войны: стела с именами участников войны